# Partidor de la Casa Fosca
El Partidor de la Casa Fosca és un partidor d'aigües ubicat al municipi de Potries, a la comarca de la Safor. Aquest partidor reparteix el cabal de la Séquia Reial d'Alcoi o del Serpis entre la Séquia del Rebollet i Séquia Comuna de Gandia i Oliva.

## Context
El partidor és un element fonamental al sistema de distribució de l'aigua. A més de dividir les aigües, separava històricament les comunitats de regants, si bé en aquest cas les comunitats es van anar reagrupant i centralitzant progressivament al Sindicat de Regs dels rius Alcoi i Vernissa. D'altra banda, determina la quantitat real d'aigua a què té dret cada parcel·la de terra de regadiu en relació amb totes les altres. Aquest edifici compacte, sòlid i tancat, té la missió de protegir aquest sistema de distribució de qualsevol agressió o immisclusió, atès que qualsevol modificació seria molt perjudicial per al repartiment just i equitatiu de l'aigua disponible. Per aquest motiu, l'accés queda restringit als representants electes del conjunt dels membres de les comunitats de regants.

## Història

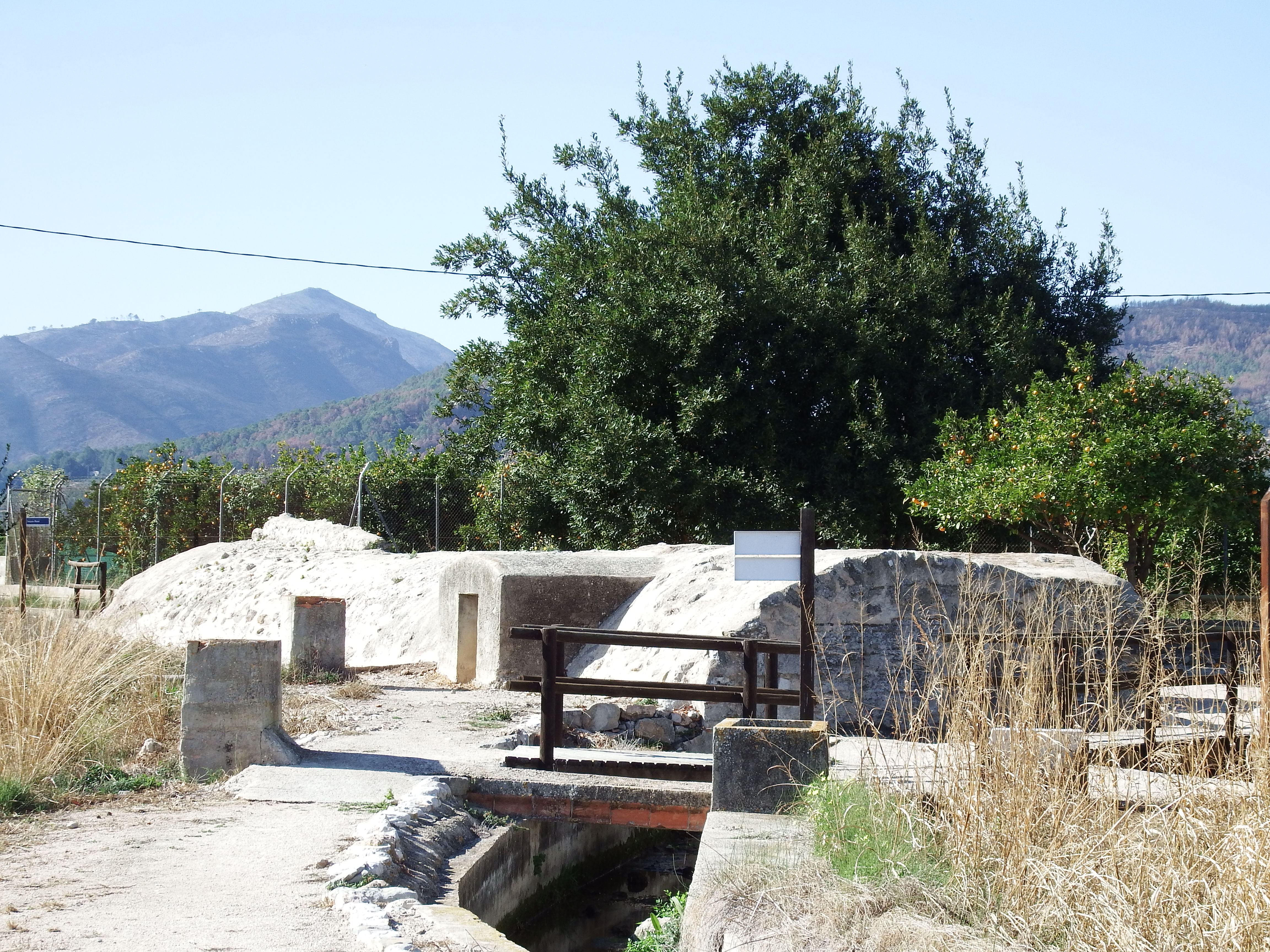
Imatge de l'edifici en 2024

Segons la Concòrdia de 1511, de la qual es conserva una còpia del document original realitzada al segle XVII, existien tres partidors principals dins el terme de la baronia de Rebollet, pels quals discorre l'aigua a les poblacions i termes signants de la Concòrdia.
Segons aquest document, el primer partidor està aigües amunt del molí de l'Alfàs i té set portes i mitja. La Concòrdia recull que es mantinga aquest nombre de portes, per dues de les quals discorre aigua per a la Font d'en Carròs, Potries i Rebollet, formant-se la Séquia del Rebollet, que per això es coneix també com de les Dues Portes. Les cinc portes i mitja restants es destinen a la Séquia Comuna d'Oliva i Gandia.
El text de la Concòrdia contempla certes característiques tècniques respecte del partidor. Així, el terra de la séquia abans i després del partidor s'ha d'enllosar, i es faran de pedra picada les vores de la séquia que queden al costat dels partidors. L'objecte de tot això és mantenir “a linell” les aigües.
També apareixen estipulades a la Concòrdia certes mesures de seguretat. D'una banda, el partidor ha d'estar contingut en un edifici tancat amb portes, que han de tenir dues claus, per a les viles de Gandia i Oliva o els seus sequiers. A més, s'han de tancar les entrades i eixides d'aigua amb reixes de ferro. Aquestes darreres no s'han conservat, si bé es poden observar els seus ancoratges a les pedres on anaven assentades.
Pel mateix text de la Concòrdia es dedueix que el partidor és anterior al segle xvi i que el banc de pedra amb les set portes i mitja també existia abans d'eixa data.

## Descripció

### Exterior
L´edifici té planta rectangular. Està cobert per una volta una mica rebaixada que arrenca des dels marges de la séquia i està construïda mitjançant l'aproximació de filades de pedra ordinària unides amb morter de calç (format amb graves, sorra, calç i aigua). A l'extrem sud-oest hi ha un reforç exterior en forma d'aleta de peix; un petit muret dels mateixos materials que la volta i que suporta les tensions laterals que es dirigeixen cap al centre.

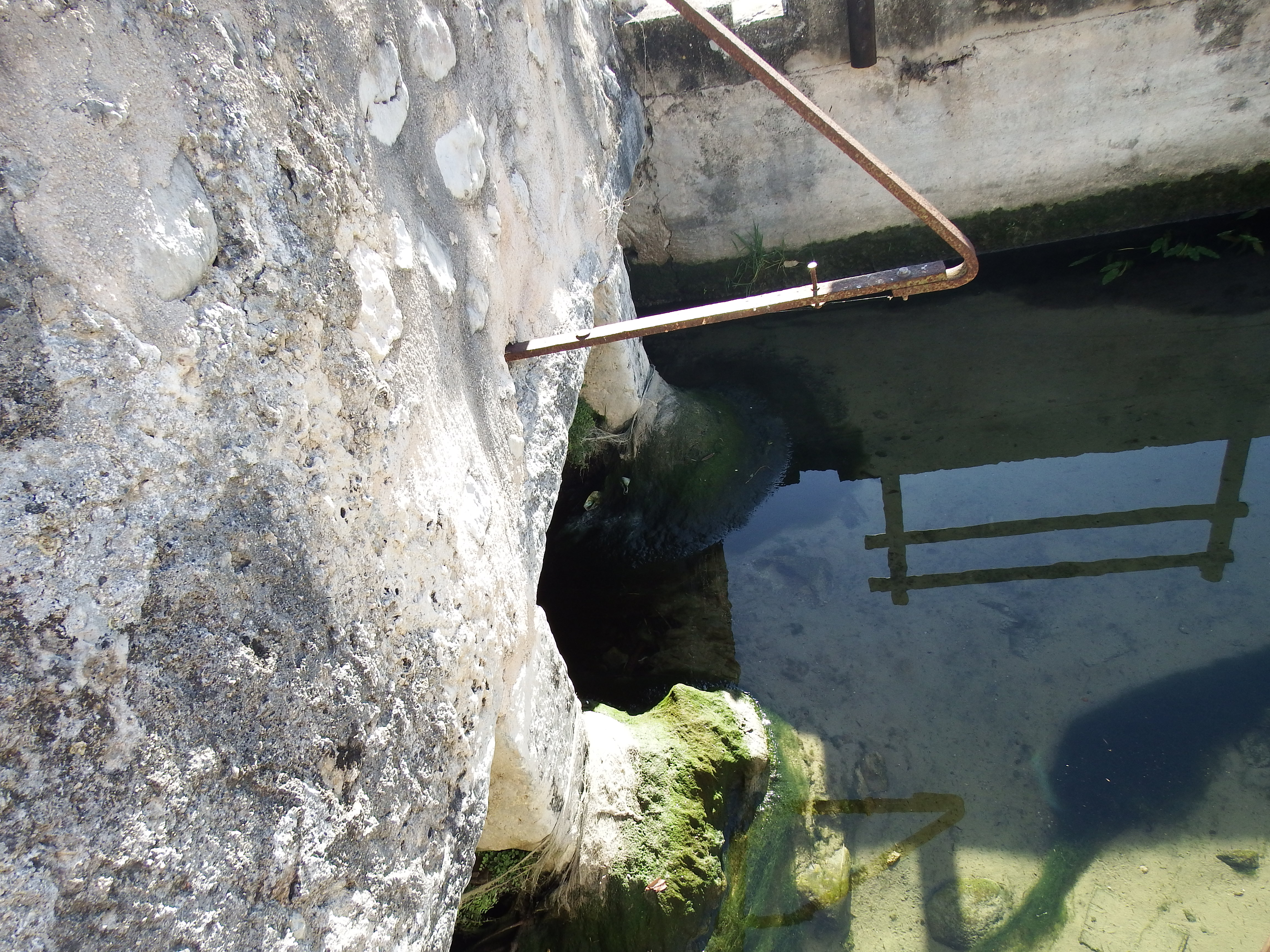
Entrada de l'aigua

La construcció presenta diversos pegats amb rajoles per cobrir desperfectes, dels quals n'hi ha un de considerable a la part més alta de la volta, al seu extrem nord-est. S'ha tancat amb una gran fusta, pedra i ciment, i una inscripció mostra la data “1986”.
L'espai voltat està tancat als extrems per murs semicirculars. El de l'extrem sud-oest és de còdols i morter de calç, amb restes d'arrebossat de sorra, calç i aigua. Aquest mur semicircular es recolza en tres lloses rectangulars de pedra calcària fosca que alhora descansen sobre quatre blocs rectangulars del mateix material. Dos d'aquests blocs s'assenten al llit de la séquia, mentre que els altres dos estan incrustats al modern mur de ciment i formen part dels suports de l'arc de la volta. Entre aquestes pedres queden tres buits adovellats pels quals penetra l'aigua de la Séquia Reial d'Alcoi.
El mur semicircular del costat nord-est és de rajoles i morter de calç, i presenta restes d'un arrebossat fi de sorra, calç i aigua. Es recolza en un sistema semblant al de l'extrem oposat. Grans pedres calcàries -de tons més clars que les del sud-oest- s'assenten sobre el fons de la séquia i suporten altres pedres horitzontals que cobreixen les obertures per on eix l'aigua del partidor i suporten la paret semicircular. En aquest cas hi ha cinc blocs verticals que formen els brancals i tres horitzontals a manera de llinda.

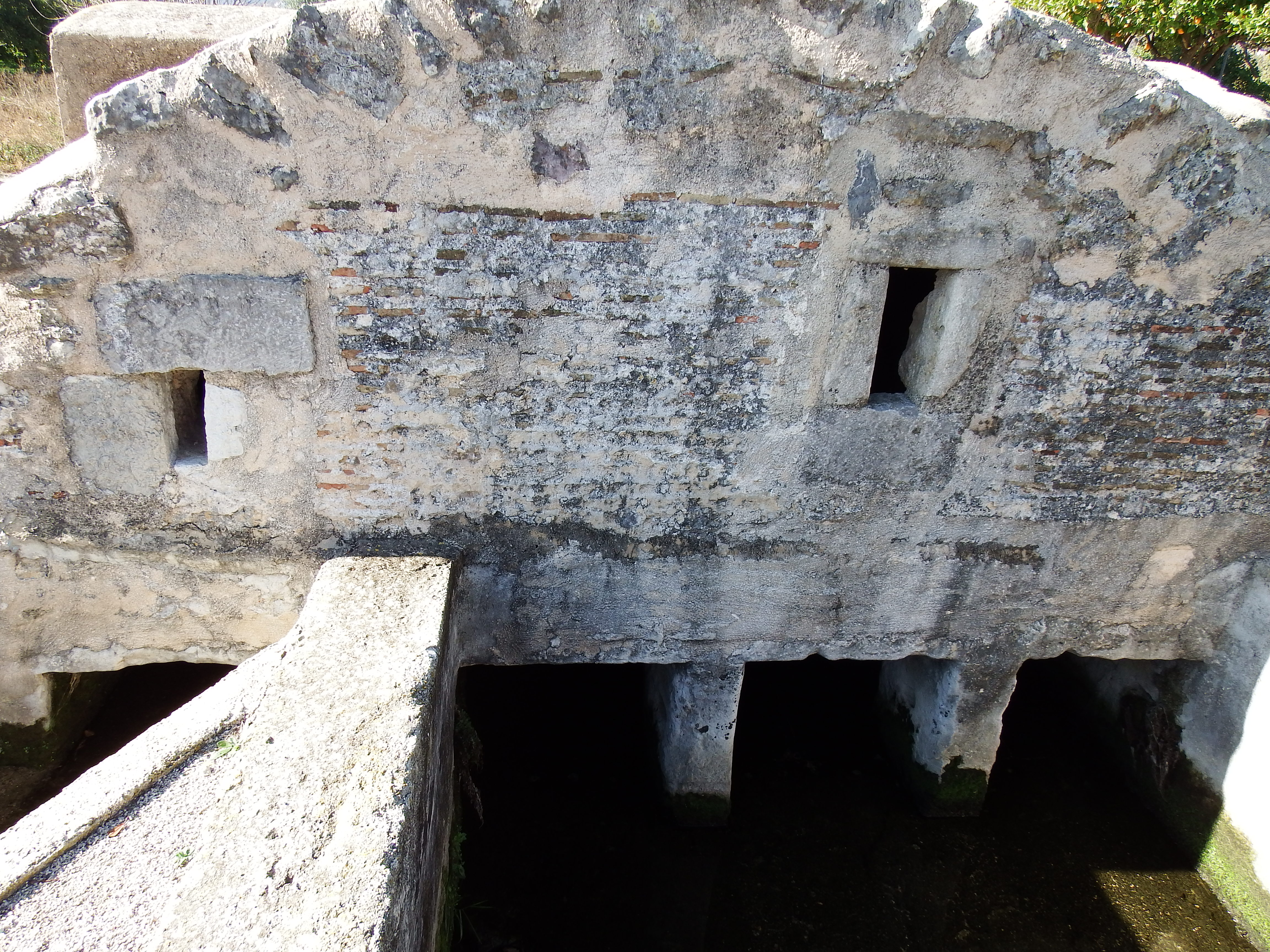
Eixida d'aigües a les séquies Comuna de Gandia i Oliva (dreta) i del Rebollet (esquerra)

Les quatre obertures d'eixida estan separades per un mur interior i exterior. El va de la part sud està separat dels altres tres: el primer dona sortida d'aigua a la Séquia del Rebollet, mentre que els altres tres ho fan a la Comuna de Gandia i Oliva. A la paret hi ha dues obertures que coincideixen amb les dues eixides d'aigües. Quatre carreus de pedra calcària emmarquen cadascun d'aquests buits. El va del costat nord, el que està sobre la sortida de la Séquia Comuna de Gandia i Oliva, només posseeix un d'aquests carreus a base de la va i al lloc dels altres tres s'han col·locat rajoles de fang revestides amb ciment.
A l'exterior de l'edifici, a la part nord-est, s'han practicat les obertures d'entrada. Es tracta de dos cossos rectangulars, coberts amb volta molt rebaixada, que es remarquen exteriorment i estan adossats als laterals de la volta. El de la part sud està totalment emmascarat per un revestiment de ciment modern. La porta és de fusta recoberta de xapa metàl·lica. Al costat nord, l'entrada està tapiada i la seua fàbrica és de carreus de pedra calcària a les cantoneres exteriors del rectangle. El tancament del rectangle exterior és de rajoles i morter de calç. La coberta és de rajola i morter.

### Interior

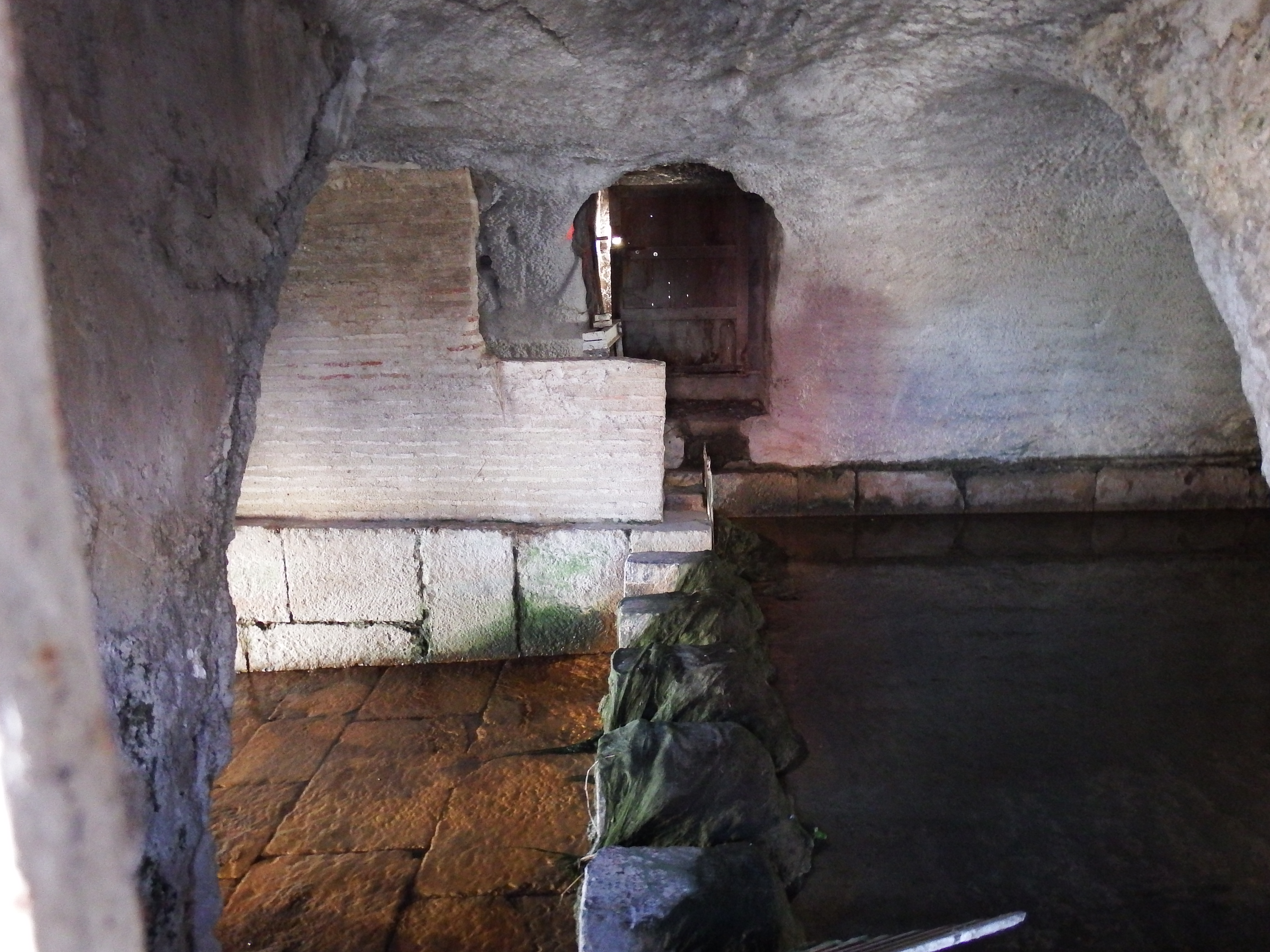
Vista de l'interior

Les portes situades als laterals de la volta, a l'extrem nord-est de l'edifici, donen accés al seu interior. Aquí a la mateixa alçada que els accessos es troba un gran banc corregut de pedra que s'assenta al fons. Sobre aquest banc s'han col·locat uns blocs rectangulars de pedra, que deixen entre ells uns espais per on passa l'aigua. Aquests espais s'anomenen "portes". En total hi ha set portes i mitja separades per nou blocs de pedra.
Les portes divideixen l'aigua de la séquia aportant, la Reial d'Alcoi, entre les efluents, de manera que a la per la porta sud passen tretze files a la Séquia del Rebollet, mentre que per la sortida nord discorren trenta-cinc files corresponents a la Comuna de Gandia i Oliva. La fila és una unitat de volum de reg que equival a l'aigua que surt per un espai determinat, per la qual cosa no és una mesura fixa, sinó que varia amb els cabals de cada moment. L'aportació total de la Séquia Reial d'Alcoi és de quaranta-vuit files.
A la part nord-est del banc, el terra de l'edifici té un desnivell, i hi ha un salt d'aigua que passa per les portes. Un mur de rajoles i morter amb restes d'arrebossat, separa les dues sortides d'aigua, per una banda les dues portes del Rebollet i de l'altra, les cinc portes i mitja de la Comuna de Gandia i Oliva. Aquesta paret s'assenta al terra més baix de l'edifici i va des del mur semicircular que tanca l'espai interior per la cara nord-est fins al banc de pedra. També a l'interior es pot observar una línia de carreus de pedra, sobre els quals s'assenten les arrencades de la volta, amb restes d'un arrebossat de morter hidràulic de sorra i calç hidràulica.